# Zheng’an
Zheng’an (chinesisch 正安县, Pinyin Zhēng’ān Xiàn) ist ein chinesischer Kreis der bezirksfreien Stadt Zunyi in der Provinz Guizhou. Er hat eine Fläche von 2.580 km² und zählt 389.100 Einwohner (Stand: Ende 2018). Hauptort ist die Großgemeinde Fengyi (凤仪镇).

## Administrative Gliederung
Auf Gemeindeebene setzt sich der Kreis aus elf Großgemeinden, sechs Gemeinden und zwei Nationalitätengemeinden zusammen. Diese sind:
- Großgemeinde Fengyi (凤仪镇), Hauptort, Sitz der Kreisregierung;
- Großgemeinde Anchang (安常镇);
- Großgemeinde Gelin (格林镇);
- Großgemeinde Hexi (和溪镇);
- Großgemeinde Liudu (流渡镇);
- Großgemeinde Miaotang (庙塘镇);
- Großgemeinde Ping (坪镇);
- Großgemeinde Ruixi (瑞溪镇);
- Großgemeinde Xiaoya (小雅镇);
- Großgemeinde Xinzhou (新州镇);
- Großgemeinde Zhongguan (中观镇);
- Gemeinde Banzhu (班竹乡);
- Gemeinde Bifeng (碧峰乡);
- Gemeinde Fuyan (桴焉乡);
- Gemeinde Jianping (俭平乡);
- Gemeinde Lejian (乐俭乡);
- Gemeinde Yangxing (杨兴乡);
- Gemeinde Shiping der Miao und Gelao (市坪苗族仡佬族乡);
- Gemeinde Xiaba der Gelao und Miao (谢坝仡佬族苗族乡).